# روبرت غارسيا (سياسي)
روبرت غارسيا (بالإنجليزية: Robert Garcia)‏ هو سياسي أمريكي، ولد في 2 ديسمبر 1977 في ليما في بيرو. حزبياً، نشط في الحزب الجمهوري.

## وصلات خارجية
- الموقع الرسمي